# Recoaro Terme
Recoaro Terme é uma comuna italiana da região do Vêneto, província de Vicenza, com cerca de 7.270 habitantes. Estende-se por uma área de 60 km², tendo uma densidade populacional de 121 hab/km². Faz fronteira com Ala (TN), Altissimo, Crespadoro, Selva di Progno (VR), Torrebelvicino, Valdagno, Vallarsa (TN), Valli del Pasubio.

## Demografia
| Variação demográfica do município entre 1861 e 2011                               |
|                                                                                   |
| Fonte: Istituto Nazionale di Statistica (ISTAT) - Elaboração gráfica da Wikipedia |